# Старчевица (брдо)
Старчевица је једно узвишење на југу Бањалуке. Висина износи око 480м-540м. Ово брдо је настало у мезозоику. Углавном преовладава смеђе кисело хумусно-силикатно земљиште. Шуме су листопадне, храста китњака и лужњака и граба.